# Saint Ninian’s Cave

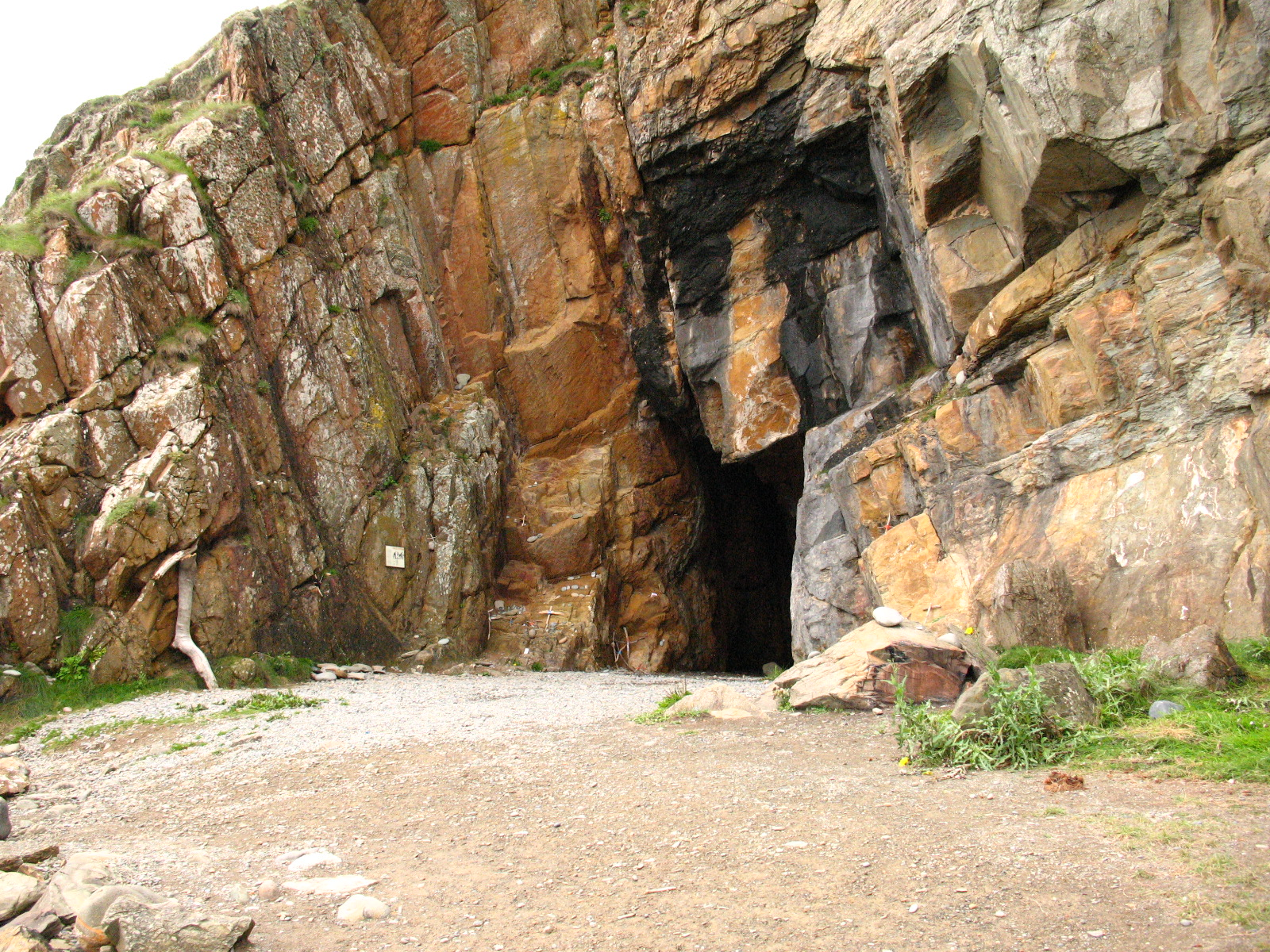
Saint Ninian’s Cave

Saint Ninian’s Cave ist eine meernahe Höhle am Solway Firth, auf der The Machars-Halbinsel, etwa 6,0 km westlich von Whithorn und der Whithorn Priory in Dumfries and Galloway in Schottland.
Es wird angenommen, dass die kleine Meereshöhle Rückzugsort von Saint Ninian, Schottlands erstem Heiligen, war. Im Frühmittelalter wurde die Höhle zum Wallfahrtsort.
Bei einer Ausgrabung wurden unter dem eingestürzten Höhlendach viele christliche Symbole gefunden, darunter 18 Grabsteine und Kreuze aus dem 10. und 11. Jahrhundert, die im Priory Museum in Whithorn ausgestellt sind. Darüber hinaus sind weitere, in den Fels gehauene Symbole, vor allem Kreuze, innerhalb und außerhalb der Höhle gefunden worden. Steinschläge in der Nähe des Eingangs haben die Größe der Höhle im Laufe der Zeit verringert. 
Es war Drehort des Horrorfilms The Wicker Man aus dem Jahr 1973.
Heute ist die Höhle immer noch Ziel jährlicher Wallfahrten.

Saint Ninian’s Cave
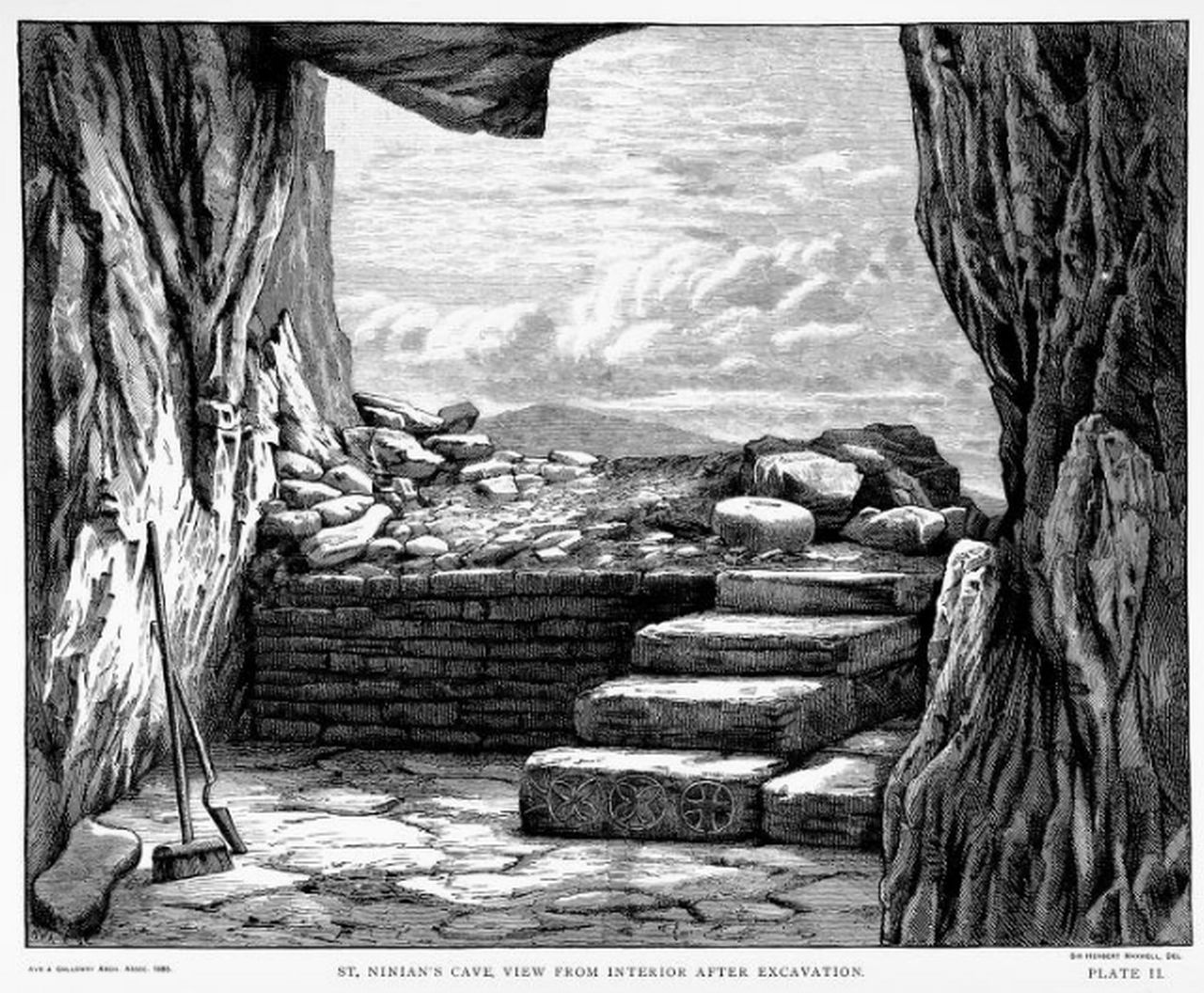
Zeichnung von Sir Herbert Maxwell 1885
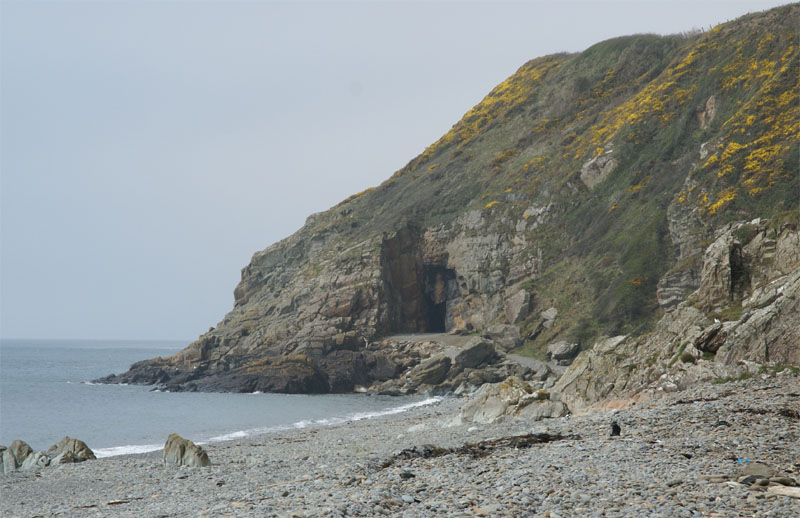
Die Lage am Meer
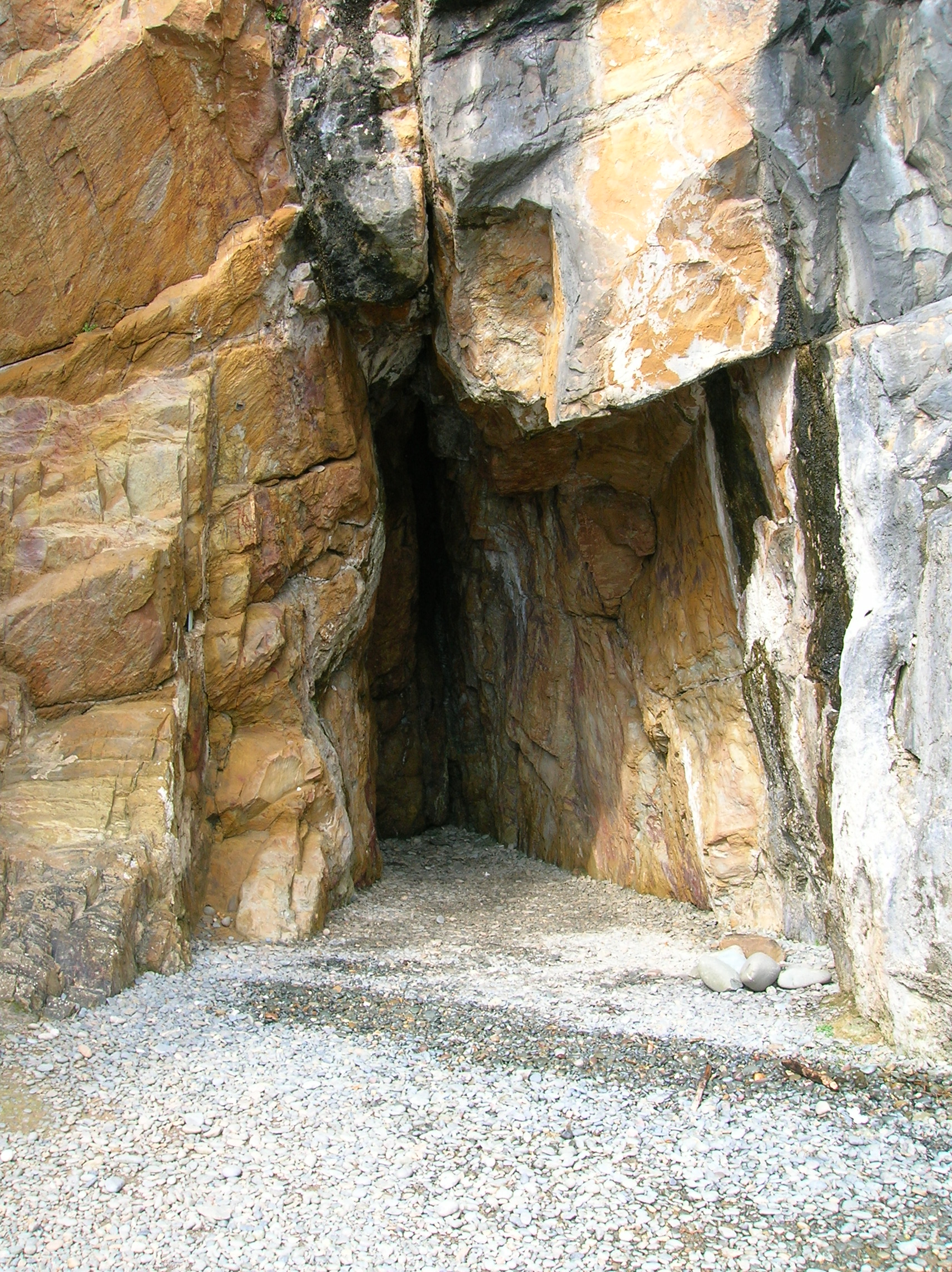
Der Zugang
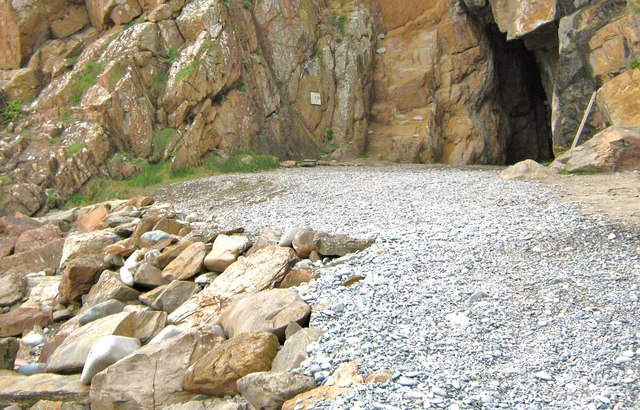
Der Vorplatz
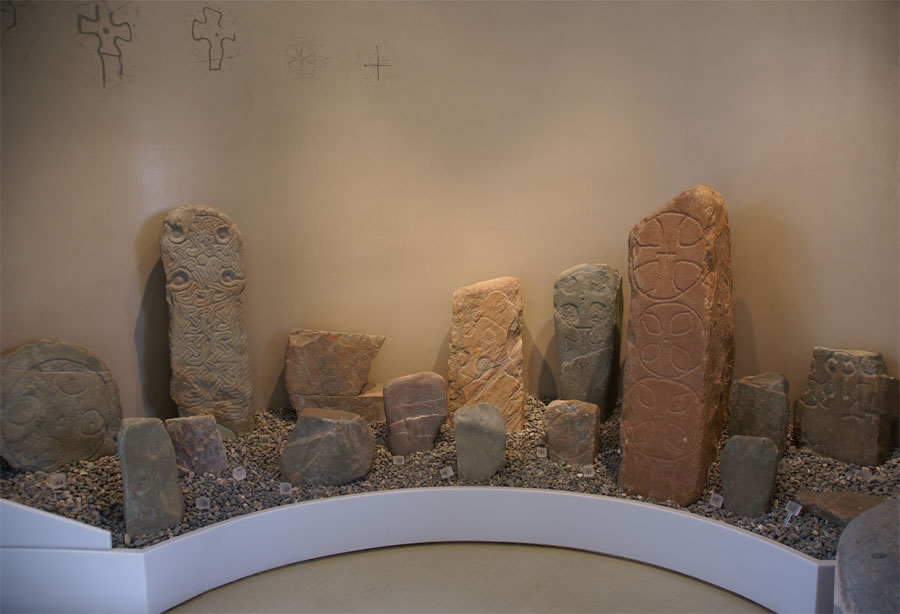
Die Steine im Museum